# اچ‌ام‌اس منکسمن (ام۷۰)
اچ‌ام‌اس منکسمن (ام۷۰) (به انگلیسی: HMS Manxman (M70)) یک کشتی بود که طول آن ۴۰۰ فوت ۶ اینچ (۱۲۲٫۰۷ متر) بود. این کشتی در سال ۱۹۴۰ ساخته شد.
شعار این کشتی این عبارت لاتین بود که «Stabit quoconque jeceris» (به هرجا بیافکنیدش استقامت می‌کند).